# Lepidoblepharis hoogmoedi
Lepidoblepharis hoogmoedi är en ödleart som beskrevs av  Avila-pires 1995. Lepidoblepharis hoogmoedi ingår i släktet Lepidoblepharis och familjen geckoödlor. Inga underarter finns listade i Catalogue of Life.